# ديفيد كرومهولتز
ديفيد كرومهولتز (بالإنجليزية: David Krumholtz) (و. 1978  م) هو ممثل أفلام، وممثل مسرحي، وممثل تلفزي، ومصور أمريكي، ولد في كوينز.

## وصلات خارجية
- ديفيد كرومهولتز على موقع IMDb (الإنجليزية)
- ديفيد كرومهولتز على موقع روتن توميتوز (الإنجليزية)
- ديفيد كرومهولتز على موقع ألو سيني (الفرنسية)
- ديفيد كرومهولتز على موقع ميوزك برينز (الإنجليزية)
- ديفيد كرومهولتز على موقع أول موفي (الإنجليزية)
- ديفيد كرومهولتز على موقع قاعدة بيانات برودواي على الإنترنت (الإنجليزية)
- ديفيد كرومهولتز على موقع قاعدة بيانات الأفلام السويدية (السويدية)
- ديفيد كرومهولتز على موقع إن إن دي بي (الإنجليزية)
- ديفيد كرومهولتز على موقع قاعدة بيانات الفيلم (الإنجليزية)
- ديفيد كرومهولتز على موقع كينوبويسك (الروسية)